# Vladimír Hagara
Vladimír Hagara (Piešťany, 7 de noviembre de 1943-24 de mayo de 2015) fue un futbolista internacional eslovaco que jugó como defensa. Defendió la camiseta nacional de Checoslovaquia en 25 partidos y marcó cuatro goles. Participó en el Mundial de 1970, donde jugó dos partidos.
Jugñoc así toda su carrera en el Spartak Trnava. Al final de su carrera jugó con el ZTS Martin.
Hagara murió el 24 de mayo de 2015 a la edad de 71 años.

## Clubes
| Club             | País           | Año       |
| ---------------- | -------------- | --------- |
| TJ Gottwaldov    | Checoslovaquia | 1961-1964 |
| Nitra            | Checoslovaquia | 1964-1966 |
| Spartak Trnava   | Checoslovaquia | 1966-1974 |
| Strojárne Martin | Checoslovaquia | 1974-1977 |
| Slovan Piešťany  | Checoslovaquia | 1977-1978 |